# 織體
織體（Texture）是作曲時一種旋律、節奏、和聲等組合的方式，且可以衡量之作品的音響品質，織體的指標往往考量到旋律、節奏、和聲的密度或厚度、音程的寬廣度。或具體地描述為聲部數量及聲部關係。聲部的構成部份有：主旋律聲部（primary melody，PM）、副旋律聲部（secondary melody，SM）、平行旋律聲部（parallel supporting melody，PSM）、静態聲部（static support，SS），和聲聲部（harmonic support，HS），節奏性聲部（rhythmic support，RS），和聲‧節奏聲部（harmonic and rhythmic support，HRS）。
織體給予聽眾的感覺可以是輕盈或是沉重、感覺稀疏或是濃密、感覺清晰或者混濁不清，源於樂聲的交織或重疊時的對比和層次，可分析出不同的織體組成方式，：
異音(heterophony)異音音樂普遍分布在中國的樂曲之中，包括粵曲，京劇等亦有包含。異音音樂指的是，安排不同的樂器同時演奏相同的聲部，所有樂器同步演奏，但因每件樂器演奏相同裝飾音時需時不同，所以演奏裝飾音時，感覺好像不是對在一起。
單音(monophony)只有單一的聲部，不論是獨奏、獨唱或是齊奏、齊唱，都是要求必須整齊劃一。因為單音織體沒有任何伴奏樂器，所以對音樂家的演奏技巧十分重視，一旦有任何瑕疵，便十分明顯。
複音(polyphony)同時擁有許多聲部行進，彼此有所呼應。通常以單一或多個旋律，在不同的聲部演奏相同的旋律，有類此模仿句(Imitation)的樣式，其眾多聲部演奏相同旋律時，亦可能在不同的音程上呈現。
主音(homophony)
主音織體指的是旋律和伴奏聲部同奏。旋律為單一聲部，伴奏則可以為單一或樂團擔任。以鋼琴協奏曲為例，部分時候鋼琴以單一聲部作為旋律，管弦樂則作伴奏。或是小提琴獨奏為單一聲部，鋼琴則作另一聲部的伴奏。注意的是，旋律若是被重疊演奏，即兩個或以上聲部同時演奏單一旋律時，為複音音樂(polyphony)。